# Raymond van Vliet
Raymond van Vliet (1970) is een Nederlandse ondernemer in de muziekwereld.

## Carrière
Van Vliet startte zijn carrière als relatiemanager bij SENA in 1995, waarna hij in de zomer van 1996 begon als Copyright Manager bij BMG Music. Twee jaar later begon hij als creative manager bij Strengholt Music Groep.
Van Vliet was van 2000 tot 2007 tevens bestuurslid van Conamus (later Stichting Buma Cultuur). In 2008 trad Van Vliet toe tot het bestuur van Buma/Stemra en later tot de Raad van Toezicht van Buma/Stemra tot 2021. Hij is tevens vice-voorzitter van NMUV (Nederlandse Muziek Uitgevers Vereniging). Ook is hij sinds 2022/2023 bestuurslid van de NVPI.
in 2024 was Van Vliet een van de vijf juryleden van de Nederlandse vakjury die namens Nederland punten gaf tijdens de finale van het Eurovisie Songfestival in Malmö.

## Cloud 9 Music
In oktober 2004 begon Van Vliet met het bedrijf Cloud 9 Music, dat dat jaar opgestart was met medeaandeelhouders Armin van Buuren, Maykel Piron, David Lewis en Hein Kuipers. Dit is zowel een muziekuitgeverij als een label en werkt op beide vlakken met diverse artiesten als Hardwell, Armin van Buuren, Davina Michelle, Kevin, Josylvio, Van Dik Hout, Companions, Snelle, Jaap Reesema, Kris Kross Amsterdam, Paul Sinha en Antoon. In 2008 werd er een joint venture gestart met Chrysalis Music. In 2012 kocht het bedrijf Artist & Company, het label van onder andere Nick & Simon en 3JS. Ook werd een joint venture gestart met Downtown Music. In 2021 werd Cloud 9 Music door STOMP uitgeroepen tot independent label van het jaar.
Cloud 9 Music en Armada Music besloten in november 2023 om de bedrijven te ontvlechten. Inmiddels is dat traject afgerond. De uitgeverijtak van Cloud 9 Music is verkocht aan Beat Music, de investeringsmaatschappij van Armada Music. Raymond van Vliet, President Cloud 9 Music / Recordings, heeft een groot gedeelte van de niet-dance gerelateerde auteurs, fondsen en catalogi teruggekocht. De rechten zijn per 1 januari 2024 ondergebracht in Blue Skies Publishing BV.
Het gaat onder meer om exclusieve overeenkomsten met Davina Michelle, Sebastiaan Brouwer, Snelle, Flemming, Companions, Claude, Edwin van Hoevelaak, Frank van Etten, Sander de Bie, Wessel van Deursen, Turfy Gang alsmede de rechten van Hans van Hemert (Luv') Peter van Asten (Dolly Dots, Willeke Alberti), en de rechten die in de loop der jaren zijn ondergebracht in de joint venture met Downtown Benelux.
In oktober 2024 heeft Warner Music Group Benelux Cloud 9 Recordings overgenomen. De overname is het startschot van een intensieve samenwerking tussen beide labels, onder leiding van Niels Walboomers (President Recorded Music & Publishing). Medeoprichter Raymond van Vliet zal aanblijven als President van Cloud 9 Recordings. Het is niet bekend welk bedrag er voor de overname is betaald.
Het label zal toetreden tot het netwerk van Warner Music Group en zal daarmee verhuizen naar The Amsterdam Music Harbour, de creatieve hub van Warner Music Benelux in de Amsterdamse Houthavens. Tevens zal het kantoor van Blue Skies Publishing in Laren, als dependance dienen voor Cloud 9.

## Erkenning

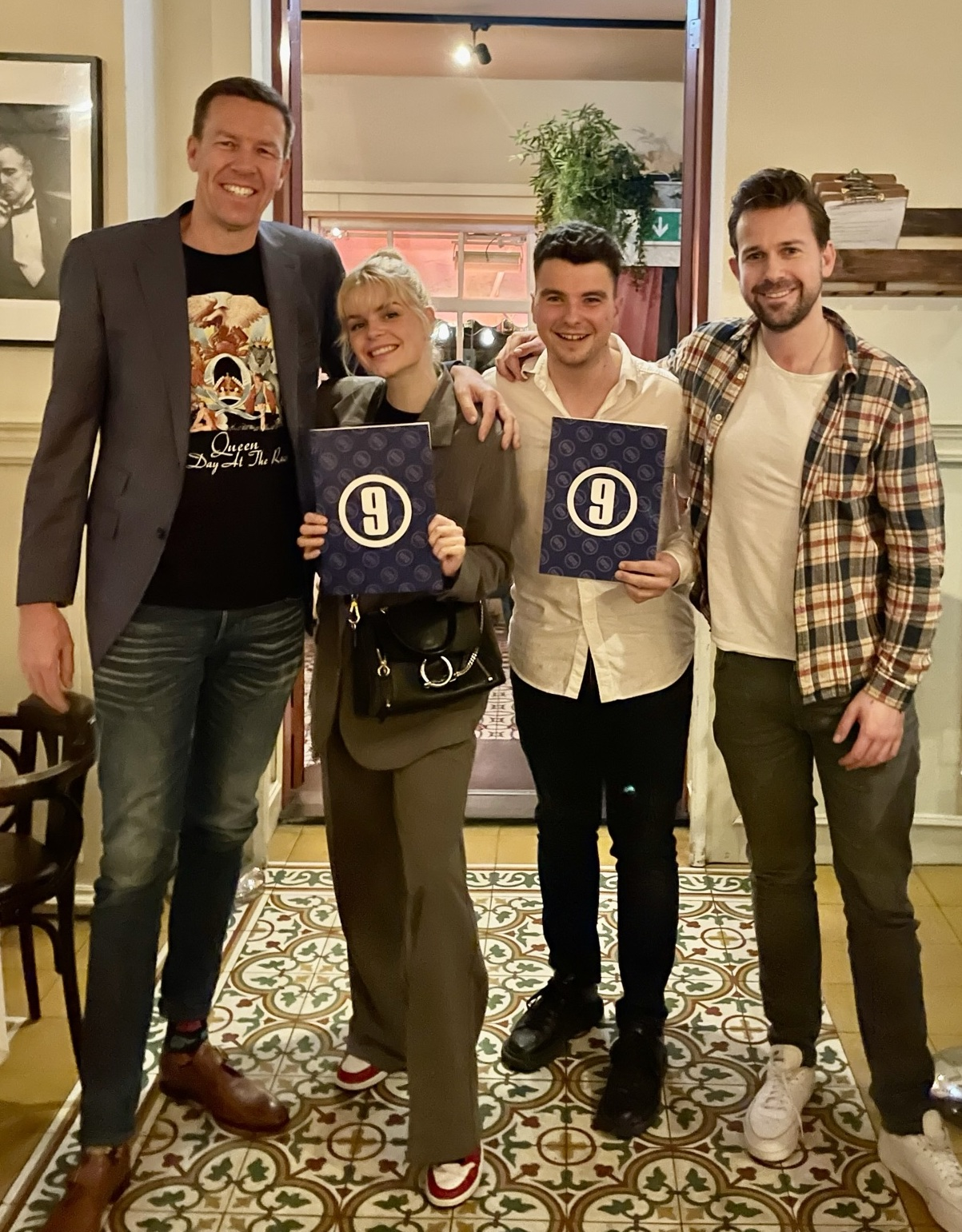
Verlenging Publishing Overeenkomst Davina Michelle & Sebastiaan Brouwer.v.l.n.r.: Raymond van Vliet, Davina Michelle, Sebastiaan Brouwer en Marc Zwart in 2022

In 2022 ontving Van Vliet de industrie-prijs De Veer, om zijn ondernemerschap en het durven te investeren in nieuw talent, artiesten, auteurs, en bestaande catalogi door die met creatieve concepten weer tot leven te brengen. Bovendien zou hij zich jarenlang op vele vlakken met grote betrokkenheid ingezet hebben voor het collectieve belang van artiesten, auteurs, labeluitgevers en als bestuurder van Buma/Stemra.